# Maison Maravilha
Maison Maravilha è il secondo album in studio del cantautore italiano Joe Barbieri.
Inizialmente pubblicato in Italia il 16 gennaio 2009 su etichetta Microcosmo Dischi, "Maison Maravilha" è stato successivamente edito in Giappone (dalla label Omagatoki), in Francia (Bonsai Music) e immediatamente dopo in Germania, Austria e Svizzera (Le Pop).
Infine si aggiungeranno le uscite in Belgio, San Marino, Paesi Bassi, Grecia, Lussemburgo, Portogallo, Stati Uniti e Canada.
Il cast artistico dell'album è impreziosito dalla partecipazione vocale della cantante cubana Omara Portuondo, già stella dell'ensemble Buena Vista Social Club, nel fado dal titolo "Malegría".
La redazione di Radio FIP, appartenente al gruppo di Radio France, inserisce l'album nella prestigiosa Sélection Fip del mese di giugno.
E' realizzato un singolo celebrativo in edizione limitata del brano "Lacrime di coccodrillo", in duetto con la cantante Chiara Civello.
Il 30 gennaio 2019, a dieci anni dalla prima pubblicazione del disco, è stata pubblicata una edizione speciale in doppio cd contenente l'intero album originale arricchito da un inedito, da alcune rarità, dall'album dal vivo Maison Maravilha Viva e da alcuni brani live mai apparsi prima.

## Tracce
Le tracce che compongono l'album sono le seguenti:
1. Normalmente - 5:08 (Giuseppe Barbieri)
2. Fammi tremare i polsi - 3:59 (Giuseppe Barbieri)
3. Lacrime di coccodrillo - 4:25 (Giuseppe Barbieri)
4. Malegría - 5:35 (Giuseppe Barbieri) con Omara Portuondo
5. Castello di sabbia - 4:11 (Giuseppe Barbieri)
6. Wanda (stai seria con la faccia) - 4:14 (Paolo Conte)
7. Tacere/parlare - 5:08 (Giuseppe Barbieri)
8. Gira e rigira - 3:44 (Giuseppe Barbieri)
9. La muraille de Chine - 3:45 (Henri Salvador / Gisèle Molard)
10. Fa' conto - 3:21 (Giuseppe Barbieri)
11. Onda schiva - 3:58 (Giuseppe Barbieri)

## Premi e riconoscimenti
" Maison Maravilha" viene insignito del Premio Lunezia/PopOn per il particolare valore dei suoi testi. Joe Barbieri ritirerà il premio il 23 luglio ad Aulla, durante la prima delle serate del festival.

## Curiosità
- Le illustrazioni dell'album sono opere originali dell'artista triestina Nadia Zorzin.